# Ordre de la Croix militaire (Pologne)
La Croix militaire (polonais : Order Krzyża Wojskowego) est une décoration polonaise qui fut fut instituée le 18 octobre 2006 et est décernée pour actions méritante lors d'actions de contre terrorisme en temps de paix sur le territoire ou en déploiement à l'étranger,.

## Attribution
- Liste des ordres, décorations et médailles de la Pologne.